# InvaXön - Alieni in Liguria
InvaXön - Alieni in Liguria è un film del 2004, diretto da Massimo Morini ed Enzo Pirrone.
InvaXön (che in dialetto genovese significa "Invasione") è il surreale racconto di uno sbarco di extraterrestri in Liguria nel giorno del 31 aprile 2004 (data inesistente) e delle avventure di un gruppo di astronauti che combattono per salvare la loro regione dall'invasione aliena. La vicenda ruota attorno a un fatto di cronaca riportato dai giornali nel dicembre del 1978, quando il metronotte Pier Fortunato Zanfretta (presente anch'egli nel film) asserì di essere stato protagonista di una sconvolgente esperienza di "contatto" con esseri di altri mondi sulle alture di Marzano di Torriglia, nell'entroterra genovese.

## Trama
Gli alieni, chiamati Dargos, atterrano a Genova. Inizialmente si mostrano amichevoli, volendo confrontarsi con gli abitanti della Terra in diverse discipline. Tuttavia, a un certo puntomostrano le loro reali intenzioni, decidendo di conquistare la Terra assediando e distruggendo la città. Intervengono, quindi, alcuni astronauti liguri capitanati da Franco Malerba distruggendo, dopo varie peripezie, la nave madre degli alieni e costringendoli alla resa.

## Produzione
L'idea del film — che ha uno sfondo benefico (gli incassi della vendita dei diritti della pellicola sono devoluti all'Associazione sindrome dell'X fragile) — è venuta al regista Morini durante una serie di concerti di piazza tenuti a Genova dal gruppo musicale dei Buio Pesto, di cui egli è cantante e leader. Parte del pubblico presente ai concerti figura fra le quarantunmila comparse di cui si avvale il film.
Nato come una iniziativa poco più che amatoriale (è stato girato in diverse location genovesi totalmente con il sistema digitale Betacam), InvaXön si è in seguito trasformato in un prodotto cinematografico vero e proprio, con effetti in surround e certificazione THX.  Per ridurre i tempi di lavorazione e contenere i costi, la produzione (la LFC, Liguria Film Company) ha operato contemporaneamente in presa diretta su cinque postazioni degli studi MarinaStudios per il sound design ed il missaggio audio. È stato così possibile anticipare anche la post-produzione per la correzione del colore.
Ad interpretarlo sono attori non professionisti o con all'attivo solo piccole esperienze nel mondo dello spettacolo, a livello di teatro-cabaret (fra gli altri, Andrea Possa, Sara Picasso, Marco Dottore, Marco Rinaldi e Marika Ceregini, Miss Liguria del 1999), guidati dal regista Massimo Morini, che è anche tra i produttori del film.
Al film prendono parte — come "ospiti d'onore" — ventitré personaggi del mondo della televisione e dello spettacolo, dello sport e della cultura originari di Genova o comunque legati al capoluogo ligure, come l'astronauta italiano Franco Malerba, gli attori Dario Vergassola, Paolo Villaggio e Corrado Tedeschi, i calciatori Giuseppe Dossena, Attilio Lombardo, Roberto Mancini, Roberto Pruzzo e Claudio Onofri, il pallanuotista Eraldo Pizzo, i cantanti Bruno Lauzi, Vittorio De Scalzi, Francesco Baccini, Sandro Giacobbe, Roberto Tiranti, Ricchi e Poveri e Matia Bazar. Sono presenti pure la Gialappa's Band al completo.
Alcune scene del film sono state girate al John F. Kennedy Space Center in Florida.

## Distribuzione
Il film fu distribuito nel dicembre 2004.

## Serie televisiva
Visto il successo del film la Liguria Film Company in collaborazione con il canale satellitare Jimmy ha prodotto una serie tv che partendo da dove termina il film racconta il viaggio di ritorno degli extraterrestri che vengono scortati da un gruppo di astronauti verso il loro pianeta natale. La serie ha preso il nome di InvaXön - Alieni nello spazio ed è composta da 12 episodi.